# اداراکاتی
اداراکاتی (به انگلیسی: Adarakatti) یک روستا در هند است که در کارناتاکا واقع شده‌است.